# Fiskarhagen
Fiskarhagen is een plaats in de gemeente Botkyrka in het landschap Södermanland en de provincie Stockholms län in Zweden. De plaats heeft 122 inwoners (2005) en een oppervlakte van 11 hectare.